# Иннерсте
Иннерсте (нем. Innerste) — река в Нижней Саксонии, Германия, правый приток Лайне. Высота устья — 58 м над уровнем моря. Высота истока — 605 м над уровнем моря. Площадь водосборного бассейна — 1264 км². Длина реки — 99,7 км.

## Происхождение названия
Иннерсте, ранние формы Инсте (1805), Индерсте (1567), Индистриа (1313), Энтриста (1065) и Индриста (1013), восходит к индо-германскому корню оид = пульсирующий, энергичный. Возможно, он является определяющим словом от имени битвы при Идиставизо.

## Наводнение 2007 года
29 сентября 2007 года в результате проливных дождей в Гарце были разрушены в нескольких местах дамбы. В районе Хильдесхайм была поднята тревога. Измеренный уровень воды на водомерном посту составил 6,75 м, самый высокий уровень воды с момента начала наблюдений в 1952 году.